# Heidelberger Brauerei
La Heidelberger Brauerei est une brasserie à Heidelberg, dans le Land de Bade-Wurtemberg.

## Histoire
Au XVIIIe siècle, il y a de nombreuses petites brasseries à Heidelberg, dont la plupart produisent de la bière pour leurs propres besoins. En 1900, la plupart de ces brasseries ont disparu, il ne reste qu'une seule brasserie à Heidelberg, l'actuelle Heidelberger Brauerei GmbH. On la mentionne pour la première fois dans un document en 1753. À cette époque, le couple Müller acquiert la propriété au Hauptstraße 115, la société mère actuelle, "Güldenes Schaf".
Au fil des ans, la propriété de la brasserie s'agrandit considérablement et change de mains à plusieurs reprises. Enfin, en 1820, les demi-frères Kleinlein acquièrent la brasserie et l'auberge et en 1870 construisent une nouvelle brasserie sur la propriété de la Bergheimer Strasse. En 1884, la société "Heidelberger Aktienbrauerei vorm. Kleinlein Heidelberg" est fondée. En tant que Kleinlein AG, la brasserie achète cinq sources sur le Königstuhl en 1934, avec lesquelles la nouvelle marque de bière Schloßquell est brassée. En 1968, la Schultheiss-Brauerei AG Berlin devient l'actionnaire majoritaire de la Schlossquellbrauerei AG, la brasserie est intégrée au groupe et peut continuer sous la direction de Berlin. Après cela, il y a quelques changements de nom : "Schlossquellbrauerei GmbH", "Heidelberger Schlossquellbrauerei GmbH", jusqu'à aujourd'hui "Heidelberger Brauerei GmbH".
En 1996, Werner Kindermann achète la "Heidelberger Schlossquellbrauerei GmbH" avec ses restaurants. Ainsi, la brasserie redevient indépendante. En 1999, il construit l'une des brasseries les plus modernes d'Europe dans le quartier de Pfaffengrund. En 2005, le directeur général de Heidelberger Brauerei GmbH, Michael Mack, acquiert la société.

## Production
En 2010, la Heidelberger Brauerei produit environ 50 000 hl de bière par an avec 23 salariés et réalise ainsi un chiffre d'affaires de 5,5 millions d'euros. Les bières sont vendues presque exclusivement dans la région, 8% sont exportées (vers le Japon, la France, l'Italie, l'Irlande et Malte notamment). La moitié du chiffre d'affaires est réalisée dans la gastronomie et l'autre moitié dans le commerce de détail.